# Abyssocladia huitzilopochtli
Abyssocladia huitzilopochtli är en svampdjursart som beskrevs av Jean Vacelet 2006. Abyssocladia huitzilopochtli ingår i släktet Abyssocladia och familjen Cladorhizidae. Inga underarter finns listade i Catalogue of Life.